# Avtandil Tomaschvili
Avtandil Tomaschvili (* 1943 in Tiflis, Georgien; † 2003 in Bautzen) war ein georgischer Maler und Grafiker. Er lehrte an der Staatlichen Akademie der Bildenden Künste in Tiflis.

## Leben
Avtandil Tomaschvilis Schulzeit fand an der Fachschule für Bildende Künste in Tiflis statt. Danach absolvierte er ein Studium der englischen und französischen Sprache an der Hochschule für Fremdsprachen in Tiflis.
Nach einem mehrjährigen Aufenthalt in Ägypten schloss sich ein Studium der Malerei und Grafik an der Akademie der Bildenden Künste in Tiflis an, das er zwischen 1970 und 1975 u. a. bei U. M. Dzaparidze absolvierte.
Danach, von 1980 bis 1981, studierte er Fotografie, Grafik und Design an der Hornsey School of Arts in London. Avtandil Tomaschvili lehrte über 20 Jahre an der Akademie der Bildenden Künste in Tiflis und war Mitglied im Künstlerverband der UdSSR. 1993 kam er nach Deutschland, führte zahlreiche Ausstellungen durch und wurde Mitglied im Bundesverband Bildender Künstler Deutschlands und im Sorbischen Künstlerverband in Bautzen.
Ab 1959 beteiligte er sich an zahlreichen Wettbewerben und mehr als 120 Ausstellungen in- und außerhalb der Sowjetunion, darunter 1970 in Kairo (Ägypten); 1979 in England, Japan und Kanada; 1984 in Tiflis; 1985 in Moskau; 1986 in Vilnius; 1990 in der Schweiz; 1993, 1996 und 1997 in Dresden; 1997 in Pirmasens und Bautzen sowie 1998 in Luxemburg.
Seine Werke finden sich auch in öffentlichen Kunstsammlungen, darunter jene des Kultusministeriums und des Künstlerverbandes in Moskau, der Galerie für Moderne Kunst und des Künstlerverbandes in Tiflis, des Rathauses Saarbrücken und der Kunstsammlung der Sächsischen Landesärztekammer. Überdies befinden sich Werke im Besitz von Privatsammlungen in Syrien, Tokio (Japan) und Montreux (Schweiz).